# Anders Hornslien
Anders Hornslien (sinh ngày 6 tháng 12 năm 1970 tại Oslo) là một nhân vật truyền thông và chính trị gia người Na Uy cho Đảng Lao động.
Ông là người lãnh đạo của chương địa phương của Đoàn Thanh niên Công nhân từ năm 1991 đến năm 1993, và từng là thành viên của hội đồng thành phố Oslo trong cùng thời kỳ. Trong thời gian này, ông trở thành một nhân vật gây tranh cãi sau vụ Đoàn Thanh niên Công nhân, mà ông bị kết án năm tháng tù giam.
Ông phục vụ ở vị trí phó đại diện cho Quốc hội Na Uy từ Oslo trong các nhiệm kỳ 1993–1997 và 1997–2001. Trong những nhiệm kỳ này, ông đã điền vào Bjørn Tore Godal và Jens Stoltenberg trong khi họ được bổ nhiệm vào các vị trí nội các.
Không còn hoạt động trong các vị trí chính trị, ông làm việc như một người dẫn chương trình truyền hình và đài phát thanh ở Metropol TV và Kanal 24 tương ứng.
Hornslien là người đồng tính công khai, là thành viên quốc hội đầu tiên của thế giới tham gia một liên minh hợp tác (năm 1996), với cựu thư ký nhà nước và đảng viên chính trị Vidar Ovesen. Hornslien đã trải qua sự quấy rối cho định hướng của mình.